# SNHU Arena
 (juin 2018).
Si vous disposez d'ouvrages ou d'articles de référence ou si vous connaissez des sites web de qualité traitant du thème abordé ici, merci de compléter l'article en donnant les références utiles à sa vérifiabilité et en les liant à la section « Notes et références ».
La SNHU Arena (Verizon Wireless Arena jusqu'en 2016) est une salle polyvalente de Manchester dans l'État du New Hampshire aux États-Unis.

## Historique
L'arène a couté 70 millions de dollars, et devait pouvoir accueillir tout types d'évènements.
Elle ouvre le 15 novembre 2001 sous le nom de Verizon Wireless Arena (initialement appelée Manchester Civic Arena avant le rachat des droits de naming). Sa patinoire accueille les Monarchs de Manchester de la Ligue américaine de hockey de 2001 à 2015, puis une seconde équipe également baptisée Monarchs de Manchester, celle-ci évoluant en ECHL à compter de 2015.
L'arène a hébergé différents show de catch, dont Backlash 2005.
En 2016, la salle change de nom et devient la SNHU Arena (Southern New Hampshire University Arena).